# Conférence centrale sur le travail économique
La conférence centrale sur le travail économique (中央经济工作会议, Zhōngyāng Jīngjì Gōngzuò Huìyì) est une réunion annuelle de haut niveau organisée en Chine, réunissant les dirigeants du Parti communiste chinois (PCC) et les responsables gouvernementaux pour établir les priorités économiques du pays pour l'année suivante. Instituée dans les années 1990, cette conférence joue un rôle clé dans la définition des grandes orientations économiques, notamment en matière de croissance, de réforme structurelle, de politique monétaire et budgétaire, ainsi que de régulation des marchés.
Lors de cette réunion, les dirigeants analysent les performances économiques de l'année écoulée et fixent les objectifs pour les douze mois à venir, en tenant compte des défis internes et des évolutions internationales. Les conclusions de la conférence servent de guide pour l'élaboration des politiques économiques nationales et influencent directement le contenu du rapport annuel présenté lors des sessions de l'Assemblée nationale populaire. Cette conférence est perçue comme un baromètre de l'économie chinoise, attirant l'attention des économistes, des investisseurs et des gouvernements étrangers. Les décisions prises lors de cet événement donnent un aperçu des priorités stratégiques de la Chine, telles que l'innovation technologique, le développement durable ou encore la lutte contre les inégalités régionales.

## Origines
La conférence centrale sur le travail économique trouve ses racines dans les mécanismes de planification économique développés par le Parti communiste chinois après la fondation de la République populaire de Chine en 1949. Initialement conçue comme un instrument de coordination stratégique, cette conférence est née du besoin de centraliser la planification économique dans un système à économie dirigée. Sous la direction de Mao Zedong, la première édition formelle de cette conférence se déroule en décembre 1953, pendant la période du premier plan quinquennal. L'objectif principal est alors de consolider les orientations économiques et d'uniformiser les stratégies de développement industriel et agricole à l'échelle nationale. Cette réunion marque une rupture significative avec les méthodes de gestion économique antérieures, en instaurant un processus de planification centralisée plus rigoureux.
L'évolution de la conférence reflète directement les transformations économiques de la Chine. Pendant l'ère maoïste, elle sert principalement à diffuser les directives du Parti et à planifier l'économie de manière strictement centralisée. Avec les réformes de Deng Xiaoping initiées en 1978, la conférence devient progressivement un outil de coordination plus souple, intégrant des mécanismes de consultation et tenant compte des réalités économiques locales et sectorielles. Dans les années 1990 et 2000, la conférence se transforme en un forum stratégique de haut niveau, réunissant les principaux dirigeants du Parti et du gouvernement. Elle acquiert une dimension plus prospective, anticipant les défis économiques et définissant des objectifs de développement à moyen et long terme. Cette mutation traduit la sophistication croissante de la gouvernance économique chinoise.
Depuis 2012, sous la présidence de Xi Jinping, la conférence a encore évolué, mettant l'accent sur l'innovation, la transformation structurelle de l'économie et le développement de nouvelles stratégies comme le concept de « double circulation » (双循环). Elle est devenue un moment crucial de la planification économique annuelle, où sont définies les grandes orientations macroéconomiques du pays.

## Description
La conférence centrale sur le travail économique se tient généralement en décembre, parfois en novembre ou janvier. Avant la conférence, une réunion du Bureau politique du comité central, souvent appelée la « réunion de réglage » de la conférence sur le travail économique, est généralement organisée. La conférence dure généralement de 2 à 4 jours, mais depuis 2000, elle dure souvent 3 jours.
La première Conférence centrale sur le travail économique a lieu à Pékin du 28 novembre au 1er décembre 1994. Jiang Zemin y prononce un discours intitulé « Clarifier la situation, unifier la pensée, bien faire le travail économique de l'année prochaine ». Li Peng prononce un discours intitulé « Continuer à renforcer et améliorer le contrôle macroéconomique, garantir le développement continu, rapide et sain de l'économie nationale l'année prochaine ». Zhu Rongji prononce un discours de clôture intitulé « Unifier la reconnaissance, coordonner les étapes ».
En principe, une réunion du Bureau politique du comité central se tient tous les trois mois pour discuter de la situation économique du trimestre précédent. La conférence centrale sur le travail économique est devenue un indicateur clé des politiques économiques chinoises, reconnu pour sa capacité à fonctionner de manière stable pendant de nombreuses années et non comme un simple exercice formel. Les élites politiques utilisent la conférence pour discuter de manière substantielle et parvenir à un consensus, afin de démontrer l'efficacité du système politique collectif chinois et de mettre en œuvre des politiques économiques macroéconomiques.

## Membres participants
Les membres participants à la conférence incluent :
- Les responsables clés du comité central du Parti communiste chinois, du comité national de la Conférence consultative politique du peuple chinois, du comité permanent de l'Assemblée nationale populaire et du conseil des affaires de l'État de la république populaire de Chine
- Les responsables clés des différents ministères et commissions du Conseil d'État
- Les principaux responsables des comités du Parti et des gouvernements des provinces, régions autonomes et municipalités directement administrées
- Les principaux responsables du société de production et de construction du Xinjiang
- Les principaux responsables de l'Armée populaire de libération
- Certains responsables clés des entreprises centrales (zh)[10]

## Objectifs et missions
La conférence centrale sur le travail économique constitue l'instrument stratégique principal de la planification économique chinoise. Sa mission fondamentale consiste à établir une vision économique cohérente et prospective pour l'ensemble du pays, en définissant des objectifs précis et des stratégies de développement pour l'année à venir et les perspectives à moyen terme.
La planification économique annuelle représente le cœur de la mission de cette conférence. Les dirigeants du Parti communiste et du gouvernement central procèdent à une analyse approfondie de la situation économique nationale et internationale, évaluant les performances des années précédentes et définissant des trajectoires de croissance. Ces travaux aboutissent à la formulation d'objectifs chiffrés concernant le produit intérieur brut, les investissements, l'inflation, l'emploi et les grands secteurs économiques. La définition des grandes orientations économiques constitue un autre aspect crucial de la conférence. Elle permet de déterminer les secteurs stratégiques devant bénéficier d'investissements prioritaires, d'identifier les réformes structurelles nécessaires et de préciser les axes de développement technologique. Ces orientations couvrent des domaines aussi variés que l'innovation, les infrastructures, la transformation numérique, les politiques énergétiques et environnementales.
La coordination des politiques économiques représente un objectif fondamental de cette conférence. Elle vise à harmoniser les approches entre les différents ministères, les gouvernements provinciaux et les entreprises d'État. Ce processus permet de réduire les potentiels conflits de juridiction, d'optimiser l'allocation des ressources et de garantir une mise en œuvre uniforme des directives nationales. Cette coordination est particulièrement importante dans un pays aussi vaste et diversifié que la Chine.
La conférence intègre également une dimension prospective et géopolitique. Au-delà des objectifs économiques immédiats, elle définit les grandes stratégies d'adaptation aux bouleversements mondiaux, qu'il s'agisse des tensions commerciales internationales, des mutations technologiques ou des défis environnementaux. Cette capacité de projection stratégique constitue l'un des principaux atouts du modèle chinois de planification économique.

## Impact et résultats
La conférence centrale sur le travail économique a profondément influencé les politiques économiques chinoises depuis sa création. Chaque année, les décisions prises durant cette réunion stratégique déterminent les grandes orientations économiques du pays, impactant directement les secteurs industriels, agricoles et financiers. Les objectifs de croissance, les réformes structurelles et les priorités d'investissement annoncées lors de cette conférence deviennent rapidement des directives concrètes pour l'ensemble des institutions gouvernementales et des acteurs économiques.
Les conséquences concrètes de ces conférences sont particulièrement visibles dans la planification économique nationale. Par exemple, la décision de promouvoir l'innovation technologique et les industries de haute technologie, réaffirmée lors de plusieurs conférences récentes, a conduit à des investissements massifs dans la recherche et développement, positionnant la Chine comme un acteur mondial majeur dans des domaines comme l'intelligence artificielle, les technologies vertes et l'électronique avancée.
Les réactions des différents acteurs économiques à ces conférences sont nuancées et révélatrices de la complexité du système économique chinois. Les entreprises d'État ajustent immédiatement leurs stratégies en fonction des nouvelles directives, tandis que le secteur privé analyse attentivement les signaux pour anticiper les opportunités d'investissement. Les investisseurs internationaux scrutent également ces conférences, considérées comme des moments clés pour comprendre l'orientation économique du pays. Les marchés financiers réagissent traditionnellement de manière significative aux annonces de ces conférences. Une orientation favorable à la consommation intérieure ou à la transformation technologique peut provoquer des mouvements boursiers importants, tant sur les places chinoises qu'internationales. Les déclarations sur la régulation du secteur immobilier, les investissements en infrastructure ou les politiques de soutien aux nouvelles technologies ont un impact direct sur les stratégies d'investissement.
Au niveau international, ces conférences sont attentivement observées comme des indicateurs de la stratégie économique chinoise. Les décisions prises influencent les relations commerciales, les chaînes d'approvisionnement mondiales et les dynamiques géopolitiques. La volonté affichée de développer certains secteurs ou de réguler des industries spécifiques peut avoir des répercussions diplomatiques et économiques significatives.

## Critique et analyse
La conférence centrale sur le travail économique fait l'objet de nombreuses analyses et débats parmi les experts internationaux. Les spécialistes occidentaux considèrent ce mécanisme comme un exemple unique de planification économique centralisée, qui se distingue radicalement des modèles économiques libéraux. Certains y voient un outil de gouvernance efficace, tandis que d'autres y perçoivent un frein à la flexibilité économique. Les experts reconnaissent néanmoins la capacité de ce processus à produire des orientations stratégiques cohérentes sur le long terme. La perception par les experts internationaux révèle une appréciation nuancée de ce mécanisme. Les économistes nord-américains soulignent sa capacité de planification centralisée, tout en critiquant son manque de transparence. Les analystes européens sont plus partagés, reconnaissant son efficacité historique dans le développement économique chinois, mais questionnant sa capacité d'adaptation aux mutations économiques globales. Les experts asiatiques, notamment japonais et sud-coréens, considèrent ce processus comme un modèle sophistiqué de gouvernance économique.
Les limites du processus sont identifiées par de nombreux analystes. La principale critique concerne le degré de rigidité potentielle du système. La planification centralisée peut manquer de réactivité face aux changements économiques rapides, notamment dans un contexte de mondialisation. Certains experts soulignent également les risques de déconnexion entre les objectifs théoriques définis lors de la conférence et les réalités économiques locales et sectorielles.
Comparée à d'autres mécanismes de planification économique, la conférence centrale sur le travail économique présente des caractéristiques distinctives. Contrairement à la planification soviétique historique, le modèle chinois intègre une plus grande flexibilité et une ouverture progressive aux mécanismes de marché. Par rapport aux approches occidentales de coordination économique, comme le Semestre européen ou les réunions de la Réserve fédérale américaine, la conférence chinoise se distingue par son degré de planification centralisée et son horizon temporel plus long.
Un consensus émerge néanmoins parmi les experts : malgré ses limitations, la conférence centrale sur le travail économique demeure un instrument remarquablement efficace de pilotage économique. Sa capacité à produire des orientations stratégiques cohérentes et à maintenir une trajectoire de développement sur le long terme constitue son principal atout. Les réussites économiques chinoises des dernières décennies sont souvent attribuées, au moins partiellement, à ce mécanisme de planification.